# Rozhledna Osłonino
Rozhledna Osłonino, polsky Wieża widokowa w Osłoninie, Punkt widokowy w Osłoninie nebo Wieża widokowa Beka, se nachází u vesnice Osłonino u přírodní rezervace Beka u pobřeží Baltského moře v gmině Puck v okrese Puck v Pomořském vojvodství v severním Polsku. Leží v etnickém regionu Kašubsko a geomorfologickém celku Pobrzeże Kaszubskie (Kašubské pobřeží).

## Další informace
Rozhledna Osłonino je esteticky zajímavá nezastřešená dřevěná rozhledna s ocelovou nosnou konstrukcí tvořenou primárně jedním sloupem. Rozhledna má vyhlídkovou plošinu ve výšce 10 m, byla postavena v roce 2020 a je celoročně volně přístupná. Na rozhlednu vede vnější schodiště. Poblíž se nachází naučná stezka a zaniklá rybářská vesnice Beka.

## Galerie

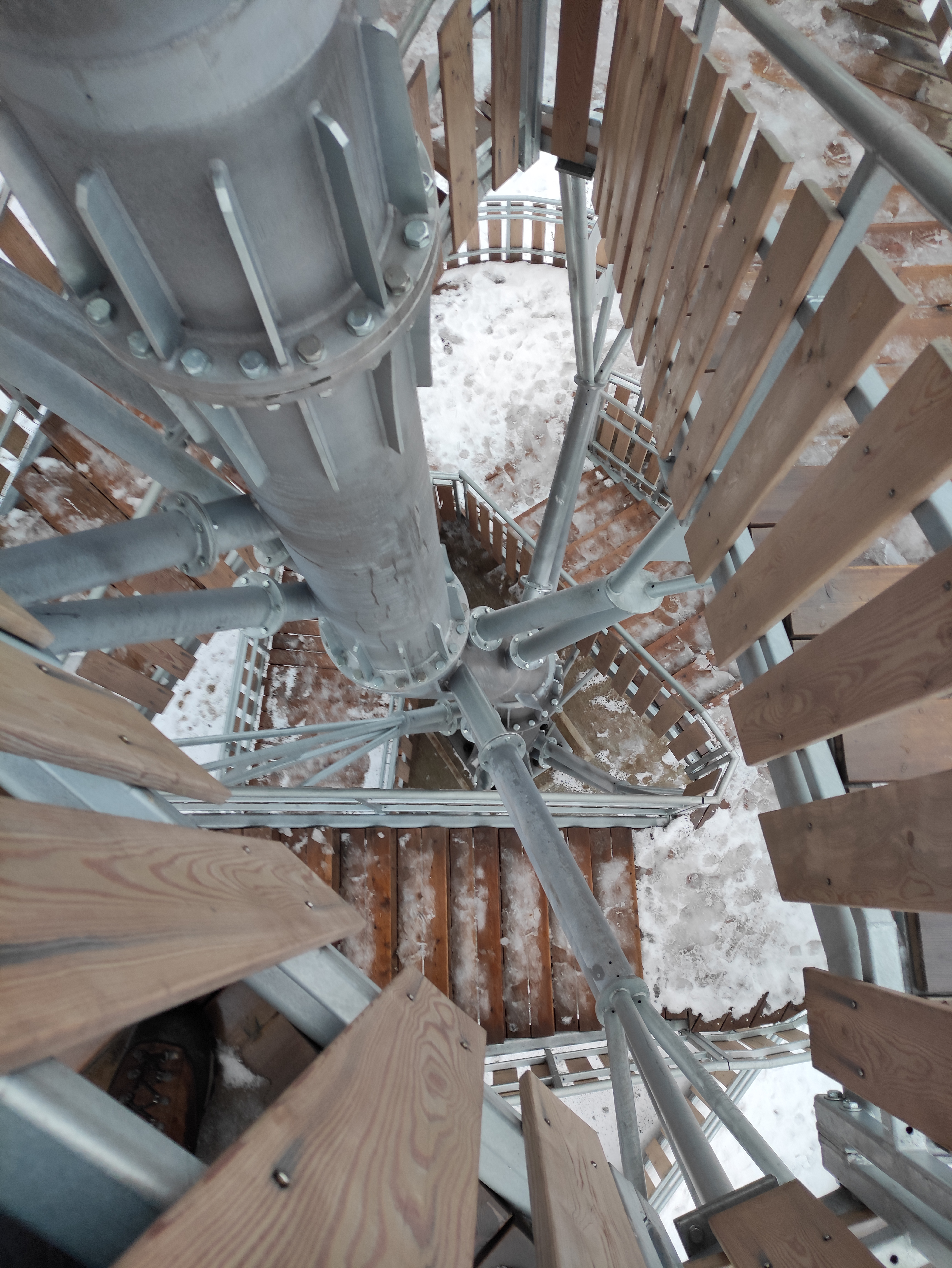
Centrální nosná část rozhledny
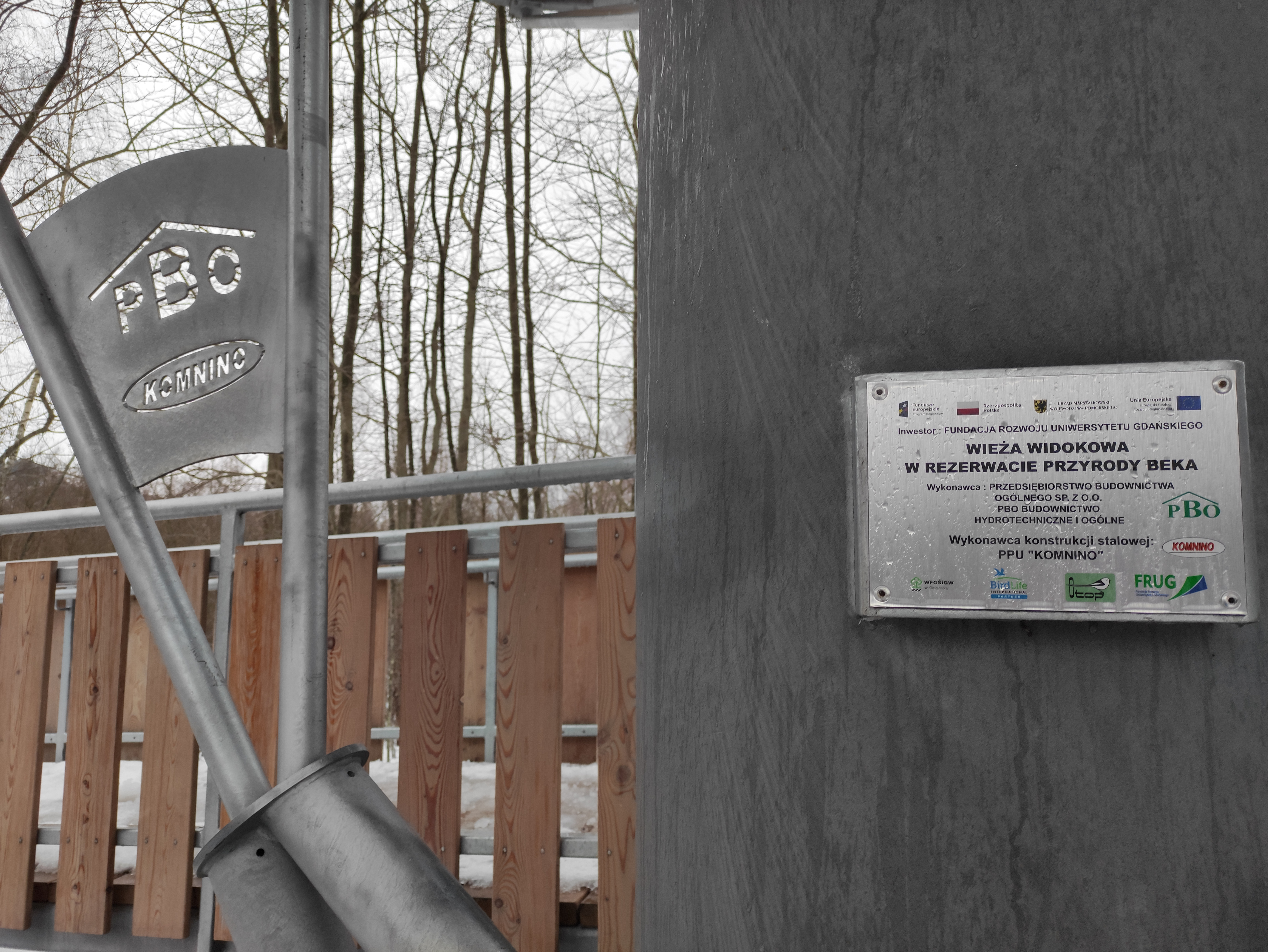
Výrobní štítek rozhledny
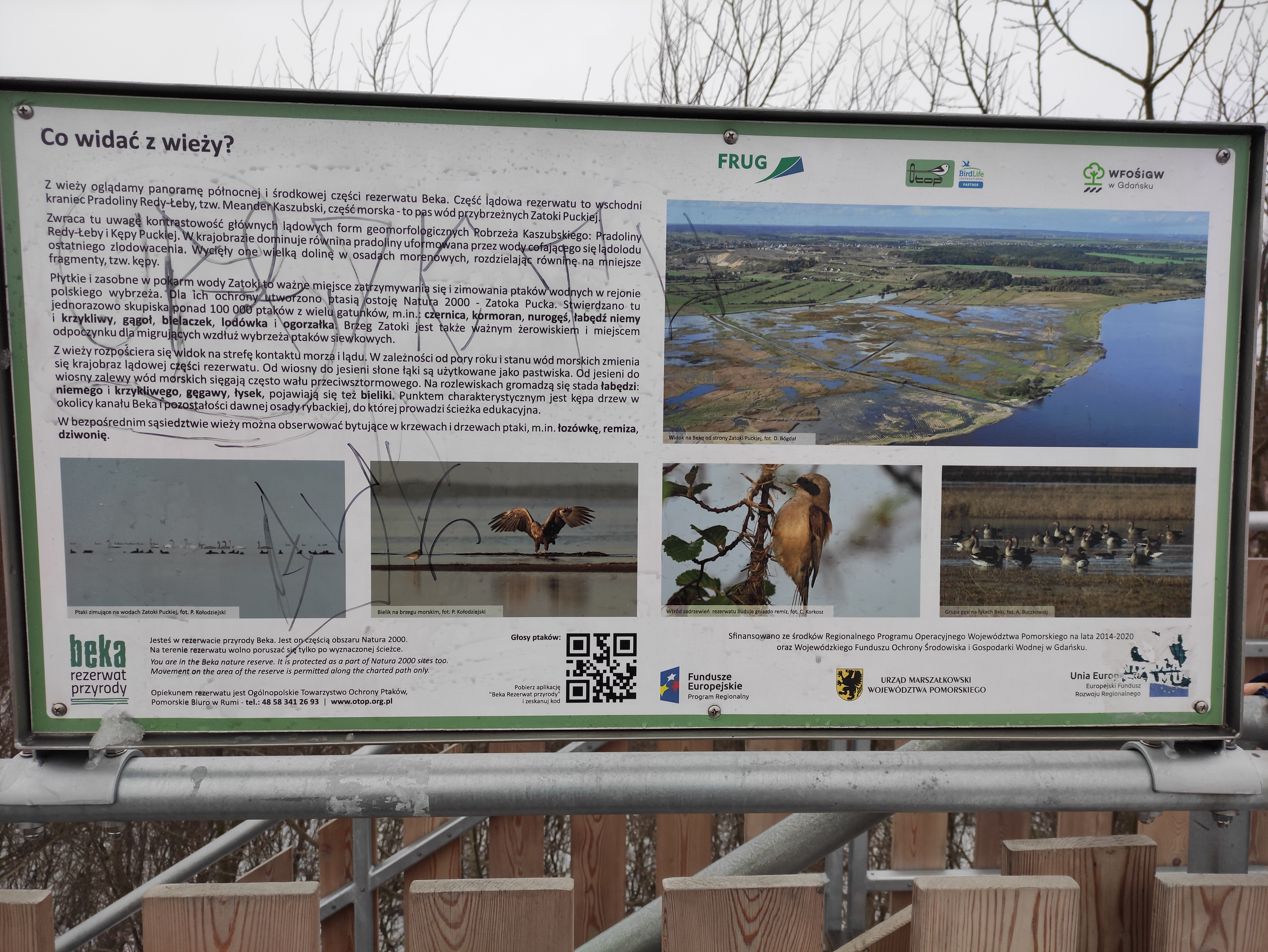
Informační panel u rozhledny
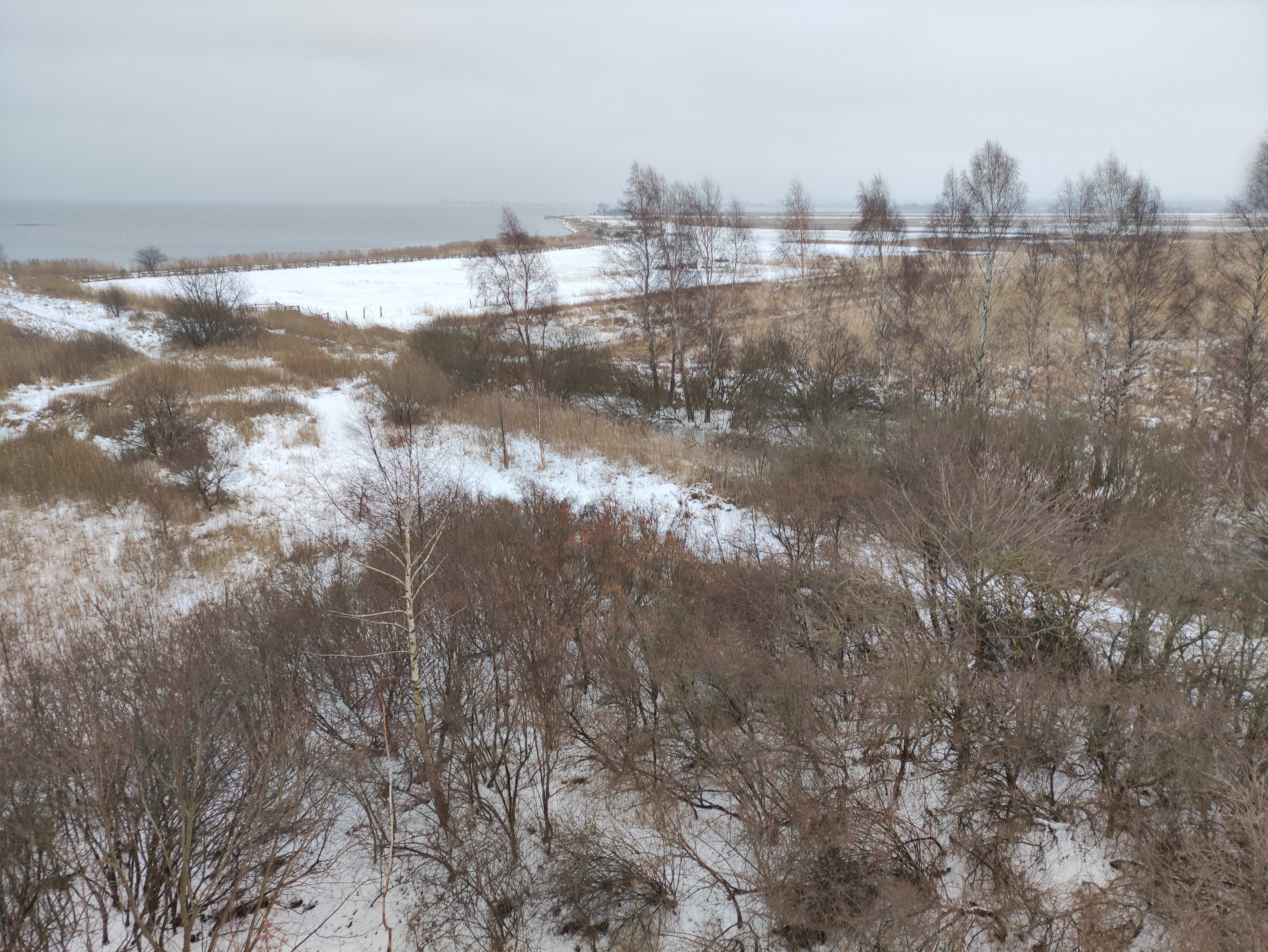